# Dorothea Rhodes Lummis Moore
Dorothea Rhodes Lummis Moore (9 de noviembre de 1857 - 4 de marzo de 1942) fue una médica, escritora, editora de periódicos y activista de Estados Unidos. 
Moore nació en Chillicothe (Ohio). Su padre fue Josiah H. Rhodes, de ascendencia holandesa y su madre, Sarah Crosby Swift, descendiente de una familia de Nueva Inglaterra. A pesar de que fue una estudiante exitosa del Conservatorio de Música de Nueva Inglaterra, en 1881 ingresó en la Escuela de Medicina de la Universidad de Boston, donde se graduó con honores en 1884. En 1880 contrajo matrimonio con Charles Fletcher Lummis y en 1885 se mudaron a Los Ángeles, donde comenzó a ejercer la Medicina.
Trabajó como editora de teatro, editora de música y crítica en Los Angeles Times. Escribió para las publicaciones Puck, Judge, Life, Women's Cycle, San Francisco Argonaut y The Californian; además contribuyó a revistas médicas de su país. También tuvo un papel destacado en la conformación de una sociedad humanitaria, nacida de sus observaciones sobre la negligencia y la crueldad con la que se trataba a los hijos de los pobres y de las familias mexicanas que ella visitaba en su práctica; también contribuyó a la conformación del sistema californiano de los tribunales de menores.
En 1891 se divorció de Charles Lummis y se casó con el médico Ernest Carroll Moore en 1896. Fue la confidente de Charlotte Perkins Gilman e íntima amiga de Mary Hunter Austin. Dorothea Rhodes falleció en California en 1942. 

## Primeros años y educación
Mary Dorothea Rhodes nació en Chillicothe (Ohio) el 9 de noviembre de 1857. Sus padres eran Josiah H. Rhodes, descendiente de holandeses de Pennsylvania y Sarah Crosby Swift, de familia puritana de Nueva Inglaterra. Muchos de sus hermanos murieron durante la infancia. En 1868 la familia se trasladó a Portsmouth.
Dorothea fue al Colegio Femenino de Portsmouth y se graduó a los 16, como salutatorian. Dos años más tarde fue a Filadelfia e ingresó al Conservatorio de Música de Mme. Emma Seller, donde permaneció dos años aprendiendo música y escuchando los mejores conciertos y óperas, así como leyendo superficial e indiscriminadamente todo lo que encontrara de interesante en la Biblioteca Pública. Más tarde fue a Boston (Massachusetts) y estudió música bajo la guía de James O'Neil del Conservatorio de Música de Nueva Inglaterra.

## Carrera

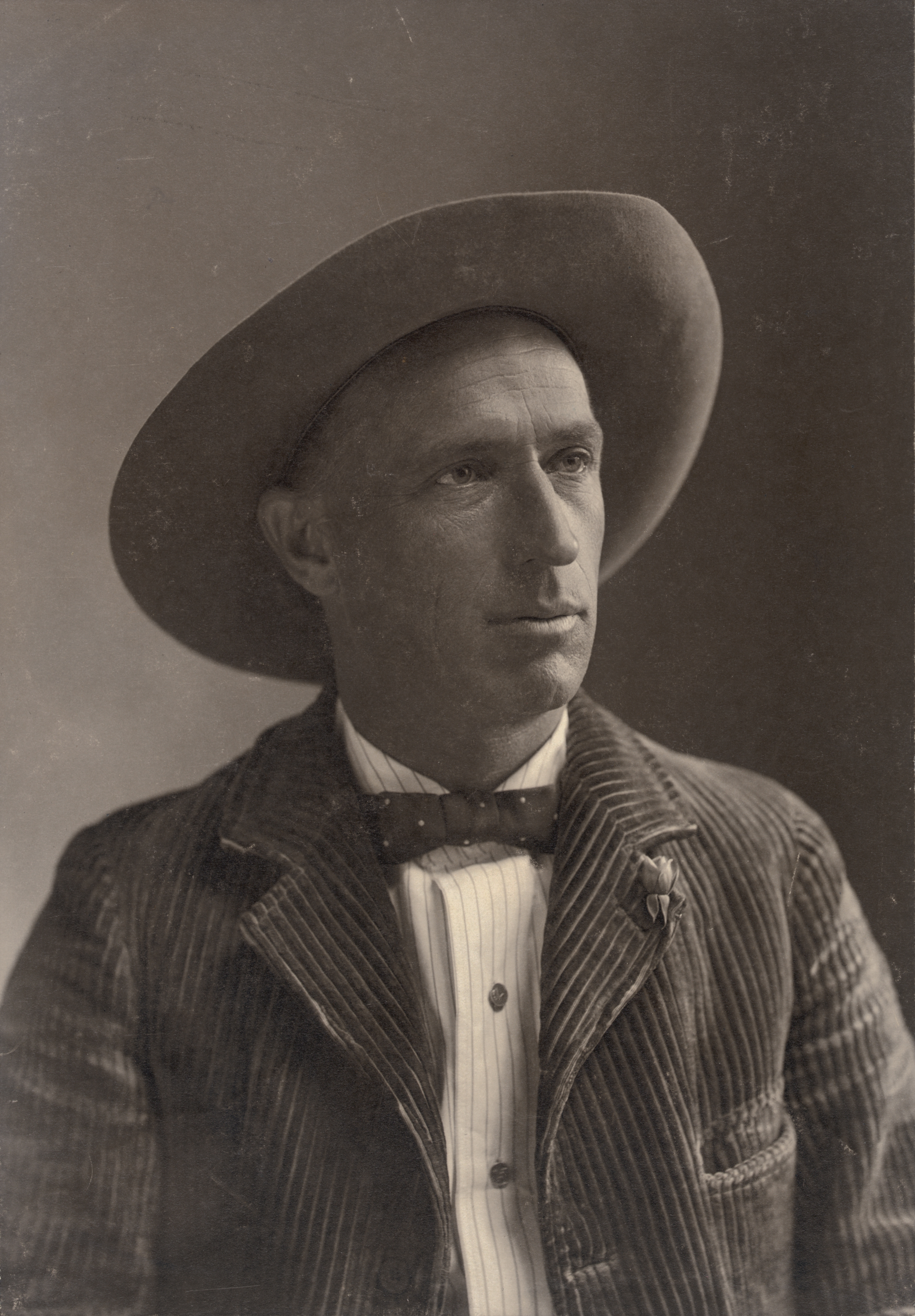
Charles Fletcher Lummis

El 16 de abril de 1880, en Boston, se casó secretamente con Charles Fletcher Lummis, por entonces estudiante de la Universidad de Harvard. Al año siguiente ingresó a la Escuela de Medicina de la Universidad de Boston, de donde se graduó con honores en 1884. Su marido, por el contrario, abandonó su carrera antes de aquel evento y fue a trabajar con sus padres cerca del río Scioto, en Ohio. Aunque al principio se había involucrado con las actividades de la granja, se hizo periodista de la Scioto Gazette antes de aceptar un puesto en Los Angeles Times en 1884.
Durante su último año en la universidad, Dorothea Rhodes trabajó como médica residente en su conservatorio. Al año siguiente se reunió a su marido en Los Ángeles, donde comenzó a ejercer su profesión. Fue muy exitosa y obtuvo reconocimiento de sus colegas. También ocupó el puesto de presidenta y secretaria de la Asociación Médica del Condado de Los Ángeles y el de secretaria de correspondencia en la Sociedad Médica de California del Sur. Durante su práctica, luego de haber observado mucha crueldad y negligencia hacia los niños (sobre todo aquellos de  familias mexicanas) y hacia los animales, formó una sociedad humanitaria y llevó estos casos a las cortes.
Rhodes trabajó en Los Angeles Times, al principio como editora de teatro y luego como editora musical y crítica. También produjo obras literarias. Contribuyó en publicaciones como Kate Field's Washington, Puck, Judge, Life, Woman's Cycle, The Home-Maker, The San Francisco Argonaut y The Californian. Fue miembro de la Asociación Femenina de Prensa de la Costa del Pacífico y aportó investigaciones a varias revistas médicas de renombre de los Estados Unidos.

## Vida personal

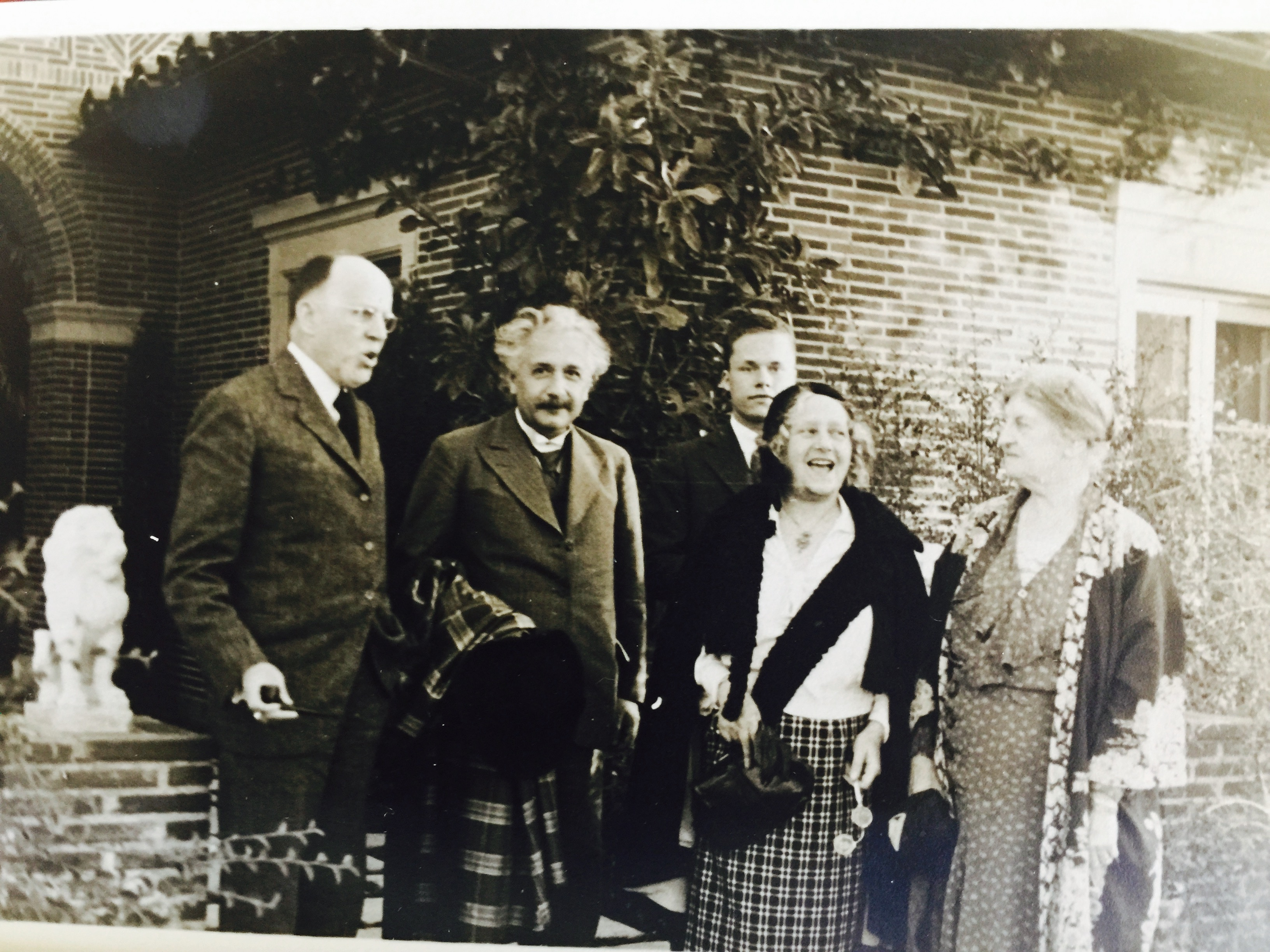
(De izquierda a derecha) Ernest Moore, Albert Einstein, Elsa Einstein, Dorothea Rhodes y una persona no identificada en el fondo; c. 1932 en la residencia de la UCLA.

En 1891 se divorció de Lummis; en marzo de aquel año, él se casó en San Bernardino (California) con Eve Frances Douglas, de Connecticut, y su hija, que nació en 1892, recibió el nombre de Dorothea.
El 17 de febrero de 1896 se casó con el doctor Ernest Carroll Moore, que había sido residente en Hull House durante sus años de estudio en Chicago (1896-1898), mientras que Dorothea, diez años mayor que él, era profesora allí. Durante sus viajes, ella visitó pueblos de nativos americanos en Nuevo México y juntó una colección de puntas de flecha, plata de los navajos, sábanas, piezas de orfebrería, canastas y otras curiosidades de la región. En 1911 se mudó de Los Ángeles a New Haven (Connecticut). El 26 de junio de 1912, Rhodes y Mary F. McCrillis, una médica homeópata de Evanston (Illinois), emprendieron un viaje de dos meses al extranjero. En 1913 se mudó a Cambridge (Massachusetts).
Rhodes quedó inválida muchos años antes de morir.  Falleció el 4 de marzo de 1942 en California y fue enterrada en el Forest Lawn Memorial Park de Glendale. Sus cartas se conservan en la Dorothea Rhodes Lummis Moore Collection, en la Biblioteca Huntington de San Marino.

## Atribución
- Este artículo incorpora texto de un trabajo de contenido libre.  Hahnemann Hospital of Chicago (1912). The Clinique: A Monthly Abstract of the Clinics and of the Proceedings of the Clinical Society of the Hahnemann Hospital of Chicago 33 (dominio público edición). Authority of the Hospital Board. Para aprender como añadir texto de licencias libres a artículos de Wikipedia, véase Wikipedia:Agregar textos en licencia libre en Wikipedia. Para más información sobre cómo reutilizar texto de Wikipedia, véanse las condiciones de uso.

- Este artículo incorpora texto de un trabajo de contenido libre.  Harvard College (1780- ). Class of 1881 (1898). Secretary's Report: V (dominio público edición). George H. Ellis. Para aprender como añadir texto de licencias libres a artículos de Wikipedia, véase Wikipedia:Agregar textos en licencia libre en Wikipedia. Para más información sobre cómo reutilizar texto de Wikipedia, véanse las condiciones de uso.

- Este artículo incorpora texto de un trabajo de contenido libre.  Harvard College (1780- ). Class of 1881 (1892). Fourth Report of the Secretary of the Class of 1881 of Harvard College (dominio público edición). Matthews-Northrup Company. Para aprender como añadir texto de licencias libres a artículos de Wikipedia, véase Wikipedia:Agregar textos en licencia libre en Wikipedia. Para más información sobre cómo reutilizar texto de Wikipedia, véanse las condiciones de uso.

- Este artículo incorpora texto de un trabajo de contenido libre.  Journal Publishing Company (1911). The Pacific Coast Journal of Homeopathy 22 (dominio público edición). Journal Publishing Company. Para aprender como añadir texto de licencias libres a artículos de Wikipedia, véase Wikipedia:Agregar textos en licencia libre en Wikipedia. Para más información sobre cómo reutilizar texto de Wikipedia, véanse las condiciones de uso.

- Este artículo incorpora texto de un trabajo de contenido libre.  Logan, Mrs. John A. (1912). The Part Taken by Women in American History (dominio público edición). Perry-Nalle publishing Company. p. 741. Para aprender como añadir texto de licencias libres a artículos de Wikipedia, véase Wikipedia:Agregar textos en licencia libre en Wikipedia. Para más información sobre cómo reutilizar texto de Wikipedia, véanse las condiciones de uso.

- Este artículo incorpora texto de un trabajo de contenido libre.  Marquis, Albert Nelson (1915). Who's who in New England: A Biographical Dictionary of Leading Living Men and Women of the States of Maine, New Hampshire, Vermont, Massachusetts, Rhode Island and Connecticut (dominio público edición). A.N. Marquis & Company. p. 757. Para aprender como añadir texto de licencias libres a artículos de Wikipedia, véase Wikipedia:Agregar textos en licencia libre en Wikipedia. Para más información sobre cómo reutilizar texto de Wikipedia, véanse las condiciones de uso.

- Este artículo incorpora texto de un trabajo de contenido libre.  Recorder Publishing Company (1913). The Woman's Medical Journal 23 (dominio público edición). Recorder Publishing Company. Para aprender como añadir texto de licencias libres a artículos de Wikipedia, véase Wikipedia:Agregar textos en licencia libre en Wikipedia. Para más información sobre cómo reutilizar texto de Wikipedia, véanse las condiciones de uso.

- Este artículo incorpora texto de un trabajo de contenido libre.  Willard, Frances Elizabeth; Livermore, Mary Ashton Rice (1893). A Woman of the Century: Fourteen Hundred-seventy Biographical Sketches Accompanied by Portraits of Leading American Women in All Walks of Life (dominio público edición). Moulton. p. 478. Para aprender como añadir texto de licencias libres a artículos de Wikipedia, véase Wikipedia:Agregar textos en licencia libre en Wikipedia. Para más información sobre cómo reutilizar texto de Wikipedia, véanse las condiciones de uso.

- Datos: Q56679138